# Carabus phoenix
Carabus (Archicarabus) phoenix – gatunek chrząszcza z rodziny biegaczowatych i podrodziny Carabinae.
Gatunek ten został opisany w 1924 roku przez Georgesa Vachera de Lapouge'a.
Chrząszcz o ciele długości od 17 do 25 mm. Samce o ostatnim członie głaszczków szczękowych silniej wydłużonym niż u C. rumelicus, nieco rozszerzonym. Podbródek zgrubiały. Brzegi przedplecza z punktami szczeciowymi. Tylne kąty przedplecza wydłużone, a kąty ramieniowe pokryw zaokrąglone.
Zasiedla zadrzewienia.
Wykazany z południowo-zachodniego Libanu, Syrii i północnego Izraela (rejon Meronu w Górnej Galilei).